# Hale Tegur, Dharwad
Hale Tegur là một làng thuộc tehsil Dharwad, huyện Dharwad, bang Karnataka, Ấn Độ.